# Meunet-sur-Vatan
Meunet-sur-Vatan ist eine französische Gemeinde mit 196 Einwohnern (Stand: 1. Januar 2022) im Département Indre in der Region Centre-Val de Loire. Sie gehört zum Kanton Levroux im Arrondissement Issoudun. Die Einwohner werden Meunésiens genannt.

## Geografie
Die Gemeinde Meunet-sur-Vatan liegt an der Grenze zum Département Cher, 22 Kilometer südwestlich von Vierzon. Zu Meunet-sur-Vatan gehören neben der Hauptsiedlung auch die Weiler Bois la Vigne, Terluet und Laveau. Angrenzende Gemeinden sind Graçay im Norden, Luçay-le-Libre im Osten, Giroux im Südosten und Süden, Vatan im Süden und Südwesten sowie Reboursin im Westen und Nordwesten. Durch die Gemeinde führt die Autoroute A20.

## Bevölkerungsentwicklung
| Jahr                       | 1962 | 1968 | 1975 | 1982 | 1990 | 1999 | 2006 | 2013 | 2021 |
| Einwohner                  | 252  | 246  | 179  | 161  | 175  | 176  | 190  | 191  | 195  |
| Quellen: Cassini und INSEE |      |      |      |      |      |      |      |      |      |

## Sehenswürdigkeiten
- Kirche Saint-Loup
- Kapelle von Epagnes
- Herrenhaus von Epagnes
- Schloss von Bois de Vigne